# リッチモンド (ロードアイランド州)
リッチモンド（英: Richmond）は、アメリカ合衆国ロードアイランド州のワシントン郡にある町。人口は8,020人（2020年）。
リッチモンドの町内には、アルトン、アーカディア、バーバービル、カロライナ、イーストワイオミング、ヘイガーデン、ヒルズデール、ホープバレー、ケニオン、シャノック、タグホロー、ユスクポーグ、ウッドリバージャンクション、ウッドビル、ワイオミングの各ビレッジのその全体あるいは一部が入っている。ウェストキングストンのビレッジはリッチモンドに入っていないが、やはり町との関連で扱われることが多い。

## 歴史
リッチモンドの町は当初（1669年から1747年）、ウェスタリーの町域に入っており、ロードアイランド、コネチカット、マサチューセッツの各イギリス領植民地の間で数年間境界論争があった場所だった。
1665年、イングランド王チャールズ2世が、論争のあった3つの植民地に対する認証を解消し、直接統治を始め、その地域をキングス・カウンティと改名した。1669年5月、ロードアイランドとプロビデンス・プランテーションの議会がキングス・カウンティをウェスタリーの町に編成替えした。その後ウェスタリーの町は、ウェスタリー、チャールズタウン、リッチモンド、ホプキントンの4つの地域に分けられて組織化された。
リッチモンドは1747年に別の独立した町として法人化された。北には エクセター町、西にはウッド川、東はエクセターとサウスキングスタウン、南はポーカタック川と接した。
ロードアイランド南部が植民地化され、イギリスが支配する以前、ウェスタリー、チャールズタウン、リッチモンド、ホプキントンに跨る地域にはナラガンセット族インディアンが住み、支配していた。ウッド川バプテスト教会の記録は1723年まで遡ることができ、1709年の土地譲渡権利証に言及がある。
リッチモンドではアメリカ合衆国史の中でも最悪クラスの列車事故が起きた。1873年4月19日、現在はウッドリバージャンクションと呼ばれるリッチモンドスウィッチのビレッジで橋が流されることがあった。旅客列車が接近し、橋が流出したことを知覚できないままに突っ込んで、水中に飛び込んだ。死者11人が記録されているが、他にも下流まで流された者もおり、その数は分かっていない。
州内最大の祭りであるワシントン郡祭は1970年からリッチモンドで開催されている。
2007年、元住人のカーク・W・ハウスが、アーカディア出版の「アメリカのイメージ」シリーズで、歴史的写真集『リッチモンド』を制作した。

## 地理
リッチモンドは州都プロビデンスの南35マイル (56 km) に位置している。陸地の大半は森林であり、陸に囲まれた町である。
アメリカ合衆国国勢調査局に拠れば、市域全面積は40.8平方マイル (105.6 km2)であり、このうち陸地40.6平方マイル (105.0 km2)、水域は0.2平方マイル (0.6 km2)で水域率は0.57%である。
リッチモンドは南にチャールズタウン、北と北東にエクセター、西にホプキントン、南東にサウスキングスタウンと接している。ワシントン郡の中で他の郡または海洋に接していない唯一の町である。
町内の2,359エーカー (9.55 km²) の土地を州が所有し、カロライナ管理地域として野生生物の食料と生息のために管理している。カロライナ管理地域は主に1,416エーカー (5.73 km²) の森林だが、湿地や農業用地も入っている。

## 人口動態
以下は2000年の国勢調査による人口統計データである。
| 基礎データ - 人口: 7,222 人 - 世帯数: 2,537 世帯 - 家族数: 2,034 家族 - 人口密度: 68.7人/km2（178.1 人/mi2） - 住居数: 2,620 軒 - 住居密度: 24.9軒/km2（64.6 軒/mi2） 人種別人口構成 - 白人: 96.97% - アフリカン・アメリカン: 0.40% - ネイティブ・アメリカン: 0.91% - アジア人: 0.44% - その他の人種: 0.19% - 混血: 1.08% - ヒスパニック・ラテン系: 1.23% | 年齢別人口構成 - 18歳未満: 27.9% - 18-24歳: 6.1% - 25-44歳: 34.4% - 45-64歳: 24.5% - 65歳以上: 7.0% - 年齢の中央値: 36歳 - 性比（女性100人あたり男性の人口） - 総人口: 100.7 - 18歳以上: 97.9 世帯と家族（対世帯数） - 18歳未満の子供がいる: 40.2% - 結婚・同居している夫婦: 69.3% - 未婚・離婚・死別女性が世帯主: 7.5% - 非家族世帯: 19.8% - 単身世帯: 14.3% - 65歳以上の老人1人暮らし: 4.4% - 平均構成人数 - 世帯: 2.84人 - 家族: 3.14人 | 収入と家計 - 収入の中央値 - 世帯: 59,840米ドル - 家族: 64,688米ドル - 性別 - 男性: 41,357米ドル - 女性: 29,115米ドル - 人口1人あたり収入: 22,351米ドル - 貧困線以下 - 対人口: 3.0% - 対家族数: 1.9% - 18歳未満: 4.2% - 65歳以上: 4.3% |

リッチモンドの失業率は昔からロードアイランド州全体よりもかなり低い。月によって州内最低のレベルにある可能性が強く、年末の平均を取れば最低であることが多い。仮にリッチモンドがある期間で最低になっていないとすれば、上位に来るのはナラガンセット、ジェームズタウン、バーリントン、ニューショアハムの各町の可能性が強い。

## 郵便番号と郵便用住所
リッチモンドは町名を使っている場所に郵便番号が無いことでは、ロードアイランド州で数少ない自治体の一つである。町内には7つの郵便番号があり、それぞれビレッジに使われている。カロライナのビレッジは02812、ホプキントンに入るホープバレーは02832、ケニオンは02836、シャノックは02875、サウスキングストンに入るウェストキングストンは02892、ウッドリバージャンクションは02894、ワイオミングは02898である。このことでリッチモンドは知名度の低い町であり、地方の地図や地図帳であっても町名が記載されるのは稀である。このためにリッチモンドの住人は町ではなく、各ビレッジに属する者と考えている。しかし、アメリカ合衆国郵政省はリッチモンドにある7つの郵便番号の内の6つについて、宛先として「リッチモンド」を受け入れており、例外はウッドリバージャンクションのみである。ロードアイランド州のその他の自治体でこのような状況にあるのは、バーリルビル、グロスター、ニューショアハム、シチューイット、サウスキングスタウンの各町である。

## 町政府
リッチモンド町の政府は5人の委員で構成される町政委員会が指導しており、委員会はリッチモンド町役場で議長が開催している。教育管理のために、隣接するチャールズタウンとホプキントンと共にチャリホ地域教育学区のメンバーとなっている。
2007年5月、リッチモンドの有権者は自治憲章委員会を創設する住民投票を行って承認した。この委員会はその後リッチモンド自治憲章を作成し、町政委員会が2008年11月の投票でその採択を全会一致で承認した。住民投票は賛成70%、反対30%だった。ロードアイランド州議会が2009年5月20日にそれを承認し、2009年5月28日に州知事ドナルド・カーチーリがその署名無しに法となることを認めて、有効となった。
この憲章は以前の政府の大きな側面を引き継いでいる。5人の委員による町政委員会とその1人の議長、選挙で選ばれる町事務官、財政委員会と毎年開催される財務タウンミーティングである。大きな変更は、町政委員の任期を2年間から4年かに変更したことであり、2010年11月にゆうこうとなった。また町管理官を創設し、直接町政委員会に報告することとなった。
町に来る人はリッチモンド空港で小型飛行機を利用できる。ウェストキングストンのビレッジという指定があるが、リッチモンド町内にある。

## 著名な出身者
- ビリー・ギルマン（1988年- ）、歌手、2000年の12歳になる直前にビルボードに載り、最年少記録を作った。ホープバレーの出身であり、このビレッジの大半がホプキントン内にあるためにその出身と思われがちである。

## アメリカ合衆国国家歴史登録財
- カロライナ・ビレッジ歴史地区
- ジョン・ホクシー邸
- シャノック歴史地区
- ワイオミング・ビレッジ歴史地区